# Égypte aux Jeux olympiques de 1920
L'Égypte participe aux Jeux olympiques de 1920 organisés à Anvers en Belgique. C'est la deuxième participation du pays après 1912. L'Égypte ne remporte pas de médaille.

## Résultats[1]

### Athlétisme
| Athlète                | Épreuve      | Séries   | Séries | Quarts-de-finale | Quarts-de-finale | Demi-finales     | Demi-finales     | Finale           | Finale           |
| Athlète                | Épreuve      | Résultat | Rang   | Résultat         | Rang             | Résultat         | Rang             | Résultat         | Rang             |
| ---------------------- | ------------ | -------- | ------ | ---------------- | ---------------- | ---------------- | ---------------- | ---------------- | ---------------- |
| Abdul Ali Maghoub (en) | 5 000 mètres | N/A      | N/A    | N/A              | N/A              | Inconnu          | 9                | N'a pas terminé. | N'a pas terminé. |
| Ahmed Khairy (en)      | 100 mètres   | Inconnu  | 4      | N'a pas terminé. | N'a pas terminé. | N'a pas terminé. | N'a pas terminé. | N'a pas terminé. | N'a pas terminé. |
| Ahmed Khairy (en)      | 200 mètres   | Inconnu  | 4      | N'a pas terminé. | N'a pas terminé. | N'a pas terminé. | N'a pas terminé. | N'a pas terminé. | N'a pas terminé. |
| Ahmed Khairy (en)      | 400 mètres   | Inconnu  | 4      | N'a pas terminé. | N'a pas terminé. | N'a pas terminé. | N'a pas terminé. | N'a pas terminé. | N'a pas terminé. |

### Escrime
| Escrimeur       | Épreuve | Premier tour | Premier tour | Quarts-de-finale | Quarts-de-finale | Demi-finales | Demi-finales | Finale       | Finale       |
| Escrimeur       | Épreuve | Résultat     | Rang         | Résultat         | Rang             | Résultat     | Rang         | Résultat     | Rang         |
| --------------- | ------- | ------------ | ------------ | ---------------- | ---------------- | ------------ | ------------ | ------------ | ------------ |
| Ahmed Hassanein | Épée    | 5–3          | 2 Q          | 4–6              | 7                | Non qualifié | Non qualifié | Non qualifié | Non qualifié |
| Ahmed Hassanein | Fleuret | N/A          | N/A          | 1–3              | 4                | Non qualifié | Non qualifié | Non qualifié | Non qualifié |

### Football

#### Composition de l'équipe
- Kamel Taha
- Mohamed El-Sayed (football) (en)
- Abdel Salam Hamdy
- Riyadh Shawqi
- Ali El-Hassani
- Gamil Osman
- Tewfik Abdullah
- Hussein Hegazi
- Hassan Ali Allouba
- Sayed Abaza
- Zaki Osman (en)

#### Premier tour
| 28 août 1920 | Italie                      | 2 – 1 | Égypte    | Jules Ottenstadion, Gand                  |                                           |
|              | Baloncieri 25e · Brezzi 57e |       | 30e Osman | Spectateurs : 2 000 Arbitrage : Paul Putz | Spectateurs : 2 000 Arbitrage : Paul Putz |
|              | Rapport                     |       |           | Spectateurs : 2 000 Arbitrage : Paul Putz | Spectateurs : 2 000 Arbitrage : Paul Putz |

#### Match de consolation
| 2 septembre 1920 | Égypte                   | 4 - 2 | Yougoslavie       | Stade olympique, Anvers                         |                                                 |
|                  | Abaza · Allouba · Hegazi |       | Dubravčić · Ružić | Spectateurs : 500 Arbitrage : Raphaël van Praag | Spectateurs : 500 Arbitrage : Raphaël van Praag |
|                  | Report                   |       |                   | Spectateurs : 500 Arbitrage : Raphaël van Praag | Spectateurs : 500 Arbitrage : Raphaël van Praag |

### Gymnastique
| Gymnaste                  | Épreuve                     | Finale   | Finale |
| Gymnaste                  | Épreuve                     | Résultat | Rang   |
| ------------------------- | --------------------------- | -------- | ------ |
| Kabil Mahmoud (en)        | Concours général individuel | 63.30    | 24     |
| Ahmed Amin Tabouzada (en) | Concours général individuel | 51.85    | 25     |

### Haltérophilie
| Haltérophile    | Catégorie    | Finale          | Finale          |
| Haltérophile    | Catégorie    | Résultat        | Rang            |
| --------------- | ------------ | --------------- | --------------- |
| Ahmed Samy (en) | Poids moyens | N'a pas terminé | N'a pas terminé |

### Lutte

#### Lutte libre
| Lutteur          | Épreuve      | 16e de finale | 8e de finale                                           | Quarts-de-finale | Demi-finale  | Finale / Match pour la 3e place | Rang |
| ---------------- | ------------ | ------------- | ------------------------------------------------------ | ---------------- | ------------ | ------------------------------- | ---- |
| Ahmed Rahmy (en) | Poids moyens | Bye           | Derkinderen (Belgique aux Jeux olympiques de 1920) (D) | Non qualifié     | Non qualifié | Non qualifié                    | 9    |

#### Lutte gréco-romaine
| Lutteur          | Épreuve      | 16e de finale   | 8e de finale | Quarts-de-finale | Demi-finale  | Finale / Match pour la 3e place | Rang |
| ---------------- | ------------ | --------------- | ------------ | ---------------- | ------------ | ------------------------------- | ---- |
| Ahmed Rahmy (en) | Poids légers | Rohon (FRA) (D) | Non qualifié | Non qualifié     | Non qualifié | Non qualifié                    | 18   |